# Bebe Rexha
Bleta Rexha, més coneguda com a Bebe Rexha (pronúncia: [ˈbiːbi ˈreɪdʒə]; Nova York, 30 d'agost de 1989) és una cantant, compositora i cantautora estatunidenca. Tot i que la seva carrera començà el 2010 amb els Black Cards i que rebé certa notorietat per l'escriptura de cançons com ara «The Monster» d'Eminem i Rihanna, va ser sobretot gràcies a col·laboracions amb artistes com ara G-Eazy, Martin Garrix i sobretot els Florida Georgia Line que es feu conèixer. L'èxit va arribar el 2018 gràcies al seu àlbum Expectations (2018) i més que res la cançó «I'm a Mess», que li van aportar dues nominacions als 61ens premis Grammy.

## Primers anys
Bleta Rexha va néixer el 30 d'agost de 1989, a Brooklyn, Nova York,1 de pares amb ètnia albanesa. El seu pare, Flamur Rexha, va néixer a Tirana (Albània) i va emigrar als EUA a l'edat de 21 anys, mentre que la seva mare, Bukurije Rexha, va néixer als EUA en una família d'origen albanès descendent de Gostivar (Macedònia del Nord). En albanès, Bleta significa abella; derivat d'això, Rexha es va donar el sobrenom de Beu com a part del seu nom artístic. A l'edat de 6 anys, Bleta i la seva família es van mudar més tard a Staten Island (Nova York).
A la seva escola primària, Rexha va tocar la trompeta durant més de nou anys, mentre aprenia a tocar la guitarra i el piano. Rexha va assistir a Tottenville High School en Staten Island, on ella va participar en una varietat de musicals.3 Ella també es va unir al cor, mentre que encara era a l'escola secundària. Després d'unir-se al cor, va descobrir que la seva veu era una soprano de coloratura.
Quan era adolescent, Rexha va presentar una cançó per a ser presentada en l'esdeveniment anual dels National Academy of Recording Arts & Sciences Grammy Day. Rexha va guanyar el premi a la millor compositora adolescent, superant a altres 700 participants. Com a resultat, ella va signar un contracte amb la caçadora de talents Samantha Coix, que va animar a Rexha a inscriure's en classes de composició a la ciutat de Nova York.

## Discografia
- All your fault (2017)
- Expectations (2018)